# Renaissancedans
De renaissancedansen zijn oude dansen uit de tijd van de renaissance. De dansen, die zowel hof- als volksdansen omvatten, verspreidden zich vanaf het begin van de 15e eeuw door Europa.
Voorbeelden zijn de trage, statige basse danse, pavane en allemande en de snellere, levendige courante en canarie.

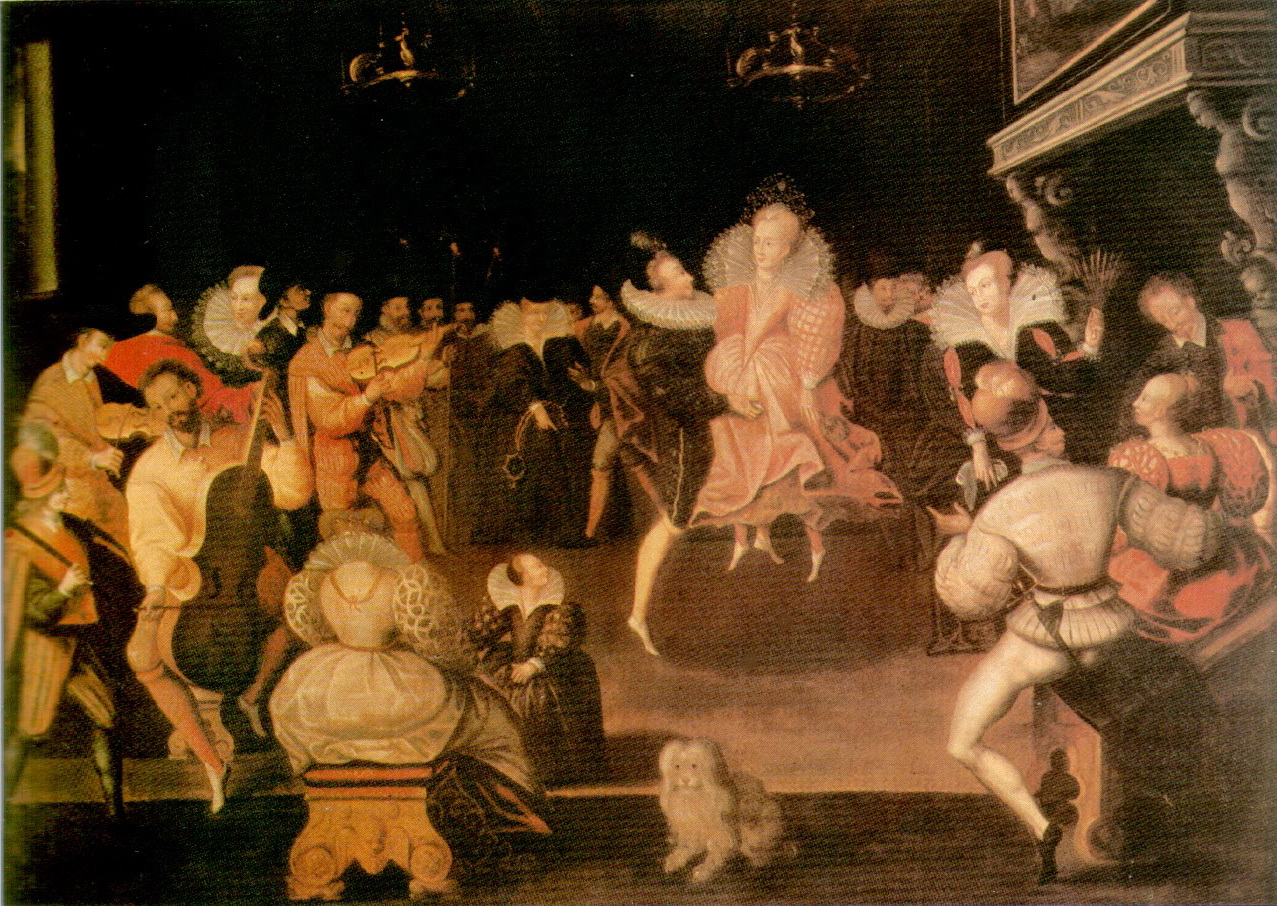
Een volta, een van de dansen eigen aan de renaissance